# Procol Harum
Procol Harum er et britisk progressivt rockband dannet i 1967. Det var med til at skabe og udvikle den progressive rockmusik og inspireret af klassisk musik – især af Johann Sebastian Bach, men bandet er også inspireret af psykedelisk rock. Teksterne er ofte mørke, dystre og filosofiske.
Mest kendt er Procol Harum for hittet "A Whiter Shade of Pale" fra 1967. Det er ifølge BBC det mest spillede musikstykke i radioen de seneste 75 år.

## Navnet
Procol Harums oprindelige manager, Guy Stevens, opkaldte bandet efter en god vens kat. Det omtales ofte som en fejlagtig stavemåde for et latinsk udtryk "procul harum". Direkte oversat skulle det betyde "fra disse fjerne steder", men da "harum" er hunkøn, flertal, genitiv af "his" indebærer denne fortolkning, at der er anvendt forkert køn og kasus. "Procul" burde i stedet følges af intetkøn og ablativ. Disse forviklinger har bl.a. betydet, at navnet ofte staves forkert i omtaler af gruppen, f.eks. "Procul Harem".

## Historie
Bandet opstod som The Paramounts i 1962 med Gary Brooker (piano, sang), Robin Trower (guitar), B.J.  Wilson, (trommer) og Chris Copping (bas). Efter opløsningen af Paramounts i 1966 begyndte Brooker at skrive sange sammen med tekstforfatteren Keith Reid. 
Procol Harum opnåede en pladekontrakt med Deram Records (ejet af det store pladeselskab Decca) og indspillede i foråret 1967 "A Whiter Shade of Pale".  Gruppen bestod da af Gary Brooker (sang, piano), Ray Royer (guitar), Matthew Fisher (orgel), David Knights (bas) og Bobby Harrison (trommer).
"A Whiter Shade of Pale" udkom på singleplade i maj 1967. Nummeret er en surrealistisk tekst med en barok-inspireret, dyster orgellyd. Denne single toppede hitlisterne i flere uger i blandt andet Storbritannien, Vesttyskland,Australien, Irland og Danmark. I USA nåede den som sin bedste placering nummer fem på Billboard Hot 100.
Kort efter blev Royer og Harrison erstattet af Trower og Wilson fra The Paramounts. De var med ved indspilningerne af den næste single "Homburg" og var med på Procol Harums første turné i efteråret 1967.
Procol Harums første album udkom i England i december 1967. Et af de mest interessante numre er "Repent Walpurgis", som indledes med et tema baseret på Johann Sebastian Bachs Præludium nr. 1 i C-dur. Det første album blev rost af anmelderne, men blev ingen salgssucces, da hverken "A Whiter Shade of Pale" eller "Homburg" var på pladen.
Gruppens andet album Shine on Brightly blev heller ingen salgssucces i Storbritannien, men nåede Billboard-listens 24. plads i USA. I marts 1969 udkom A Salty Dog. Hovedtemaet var sømandslivet og kritikere regnede albummet som et af Procol Harums bedste. Det blev gruppens første album på de engelske hitlister. Trods denne succes forlod bassisten David Knights og organisten Matthew Fisher gruppen kort efter.
Det var især Fischer, som havde præget bandets sound med sit klassisk inspirerede orgelspil, men på de følgende to albums trådte Trowers guitar mere i forgrunden, bl.a. i de tungere rocknumre som "Whisky Train" og "Still There'll Be More" fra Home. Alligevel forlod Trower gruppen efter indspilningen af Broken Barricades i 1971 og blev kortvarigt erstattet af Dave Ball. Samme år udkom Live with The Edmonton Symphony Orchestra, som blev et af de mest solgte album med et rockband ledsaget af symfoniorkester.
Efter fem år med store ændringer i besætningen besluttede Brooker at opløse Procol Harum i 1977. Det blev gendannet efter B.J. Wilsons død i 1990. I 1991 genforenedes Brooker, Fischer og Trower ved indspilningen af The Prodigal Stranger, men på den efterfølgende turné blev Trower erstattet af Geoff Whitehorn. Hans guitarspil er mere klassisk inspireret end Trowers og samspillet med Brooker og Fischer virker mere harmonisk. I nogle år havde bandet en stabil besætning, indtil Fischer forlod det i 2004. Han indledte en retssag mod Procol Harum om ophavsretten til "A Whiter Shade of Pale". I 2009 tilkendte retten ham 40 % af rettighederne til kompositionen.

## Diskografi
- 1967 Procol Harum
- 1968 Shine on Brightly
- 1969 A Salty Dog
- 1970 Home
- 1971 Broken Barricades
- 1972 Procol Harum Live with the Edmonton Symphony Orchestra
- 1973 Grand Hotel
- 1974 Exotic Birds and Fruit
- 1975 Procol's Ninth
- 1977 Something Magic
- 1991 The Prodigal Stranger
- 1996 The Long Goodbye
- 1997 Ain't Nothin' to Get Excited About (udgivet under navnet Liquorice John Death)
- 1999 One More Time – Live in Utrecht 1992
- 2003 The Well's on Fire
- 2009 In Concert With the Danish National Concert Orchestra and Choir (live)
- 2017 Novum

## DVD-indspilninger
- 1999 The Best of Musikladen Live
- 2002 Live (optaget i Portalen i Greve, Danmark)
- 2004 Live at the Union Chapel
- 2006 In Concert with the Danish National Concert Orchestra & Choir